# Moengo Stadion
Het Moengo Stadion is een voetbalstadion in Moengo in het noordoosten van Suriname. Het stadion heeft capaciteit voor 2.000 bezoekers.
Van 1992 tot 2002 speelde Inter Moengotapoe van Ronnie Brunswijk in het stadion. Nadat hij het Ronnie Brunswijkstadion had laten bouwen vertrok de club en werd het stadion het onderkomen voor het nieuw opgerichte SV Notch.